# Déssy tanya
Déssytanya a Szabolcs-Szatmár-Bereg vármegyei Nagykállói járásban fekvő Balkány város egyik különálló, külterületi településrésze.

## Fekvése
Balkány központjától mintegy 10 kilométerre délre helyezkedik el, a város legdélebbi fekvésű lakott helyei közé tartozik, nem messze Balkány, Geszteréd és Hajdúsámson hármashatárától. A környező településrészek közül Cibakpusztától 8, Koczoghtanyától 4 kilométerre, a járási székhely Nagykállótól 24 kilométerre található.

### Megközelítése
Balkány központja felől a 49 132-es számú mellékúton közelíthető meg; a még délebbre fekvő Nagymogyoróssal és Trombitással a 49 143-as számú mellékút köti össze.

## Története
A Déssy család birtoka volt évekig.